# Suimanga lluent
El suimanga lluent (Cinnyris habessinicus) és un ocell de la família dels nectarínids (Nectariniidae).

## Hàbitat i distribució
Habita zones estepàries del nord-est del Sudan, Eritrea, Etiòpia, Somàlia, sud-est del Sudan, Kenya i nord-est d'Uganda. Oest i sud-oest d'Aràbia Saudí, el Iemen i Oman.

## Taxonomia
El Handbook of the Birds of the World considera que la població de la Península Aràbiga pertany en realitat a una espècie diferent:
- Cinnyris hellmayri Neumann, 1904 - suimanga d'Aràbia.[3]